# Canton de Mandelieu-Cannes-Ouest
Le canton Mandelieu-Cannes-Ouest est une ancienne division administrative française, située dans le département des Alpes-Maritimes et la région Provence-Alpes-Côte d'Azur.

## Composition
Le canton de Mandelieu-Cannes-Ouest se composait d’une fraction de la commune de Cannes et de deux autres communes. Il comptait 42 694 habitants (population municipale) au 1er janvier 2012.
| Nom                              | Code Insee | Intercommunalité         | Population (dernière pop. légale)                |
| -------------------------------- | ---------- | ------------------------ | ------------------------------------------------ |
| Mandelieu-la-Napoule (chef-lieu) | 06079      | CA Cannes Pays de Lérins | 22 696 (2014)                                    |
| Cannes                           | 06029      | CA Cannes Pays de Lérins | Fraction : 18 454 (2012) Commune : 73 744 (2014) |
| Théoule-sur-Mer                  | 06138      | CA Cannes Pays de Lérins | 1 527 (2014)                                     |

## Histoire
Canton créé en 1973 (décret du 16 août 1973) - Dédoublement du canton de Cannes
| Période           | Identité               | Parti        | Qualité                                                                                             |
| ----------------- | ---------------------- | ------------ | --------------------------------------------------------------------------------------------------- |
| 1973-1979         | M. Louis Cerri         | DVD          | Chef d'entreprise Adjoint au maire de Cannes                                                        |
| 1979-1998 (décès) | M. André-Charles Blanc | PR puis RPR  | Avocat Maire de Théoule-sur-Mer (1980-1999) Suppléant de Louise Moreau (1997-1999)                  |
| 1999-2015         | M. Henri Leroy         | RPR puis UMP | Officier de gendarmerie Maire de Mandelieu-la-Napoule (1995-2017) Vice-Président du Conseil Général |

## Démographie
| 1990   | 1999   | 2006   | 2011   | 2012   |
| ------ | ------ | ------ | ------ | ------ |
| 21 381 | 22 024 | 39 759 | 41 196 | 42 694 |